# Oriovčić
Oriovčić – wieś w Chorwacji, w żupanii brodzko-posawskiej, w gminie Podcrkavlje. W 2011 roku liczyła 108 mieszkańców.